# Verilog-AMS
Verilog-AMS est un dérivé du langage de description matériel Verilog. Il comprend des extensions analogiques et des signaux mixtes (en anglais analog and mixed-signal, AMS) afin de définir le comportement des systèmes à signaux analogiques et mixtes.
La norme Verilog-AMS a été instaurée dans l'intention de permettre aux concepteurs de systèmes à signaux analogiques et mixtes et de circuits intégrés de pouvoir créer et d'utiliser des modules qui encapsulent les descriptions de comportement de haut niveau, aussi bien que des descriptions structurelles de systèmes et de composants
Verilog-AMS définit un langage de modélisation standardisé par l'industrie pour les circuits à signaux mixtes. Il fournit à la fois le temps-continu et les sémantiques de modélisation d'événements. Il est donc approprié pour les circuits analogiques, numériques et mixtes.
Il important de noter que le Verilog ne constitue pas un langage de programmation. Il s'agit d'un langage de description du matériel.

## Exemple de code
Une résistance pourrait être décrite en Verilog-AMS comme suit:
```
// Ideal resistance

`include
 
"disciplines.vams"

module
 
resistor
 
(
p
,
 
n
);

    
parameter
 
real
 
r
=
0
;
	
// resistance (Ohms)

    
inout
 
p
,
 
n
;

    
electrical
 
p
,
 
n
;

    
analog

	
V
(
p
,
n
)
 
<+
 
r
 
*
 
I
(
p
,
n
);

endmodule

```

Un interrupteur idéal pourrait être décrit en Verilog-AMS comme suit:
```
// Simple switch

`include
 
"disciplines.vams"

module
 
sw
(
p
,
 
n
,
 
s
);

    
input
 
s
;

    
inout
 
p
,
 
n
;

    
logic
 
s
;

    
electrical
 
p
,
 
n
;

    
analog
 
begin

	
if
 
(
s
)

	    
V
(
p
,
 
n
)
 
<+
 
0.0
;

	
else

	    
I
(
p
,
 
n
)
 
<+
 
0.0
;

    
end

endmodule

```